# L'amour dispose (film, 1931)
Pour les articles homonymes, voir L'amour dispose.
Pour plus de détails, voir Fiche technique et Distribution.
L'amour dispose (Ich geh' aus und Du bleibst da) est un film allemand réalisé par Hans Behrendt, sorti en 1931.

## Synopsis
Une mannequin doit tenir compagnie pour la soirée à des VIP pendant que son petit ami est obligé de patienter au domicile.

## Fiche technique
- Titre original : Ich geh' aus und Du bleibst da
- Titre français : L'amour dispose
- Réalisation : Hans Behrendt
- Scénario : Hans H. Zerlett d'après le roman de Wilhelm Speyer
- Montage : Andrew Marton
- Musique : Theo Mackeben et Otto Stransky
- Pays d'origine : République de Weimar
- Format : Noir et blanc
- Genre : comédie
- Date de sortie : 1931

## Distribution
- Camilla Horn : Gaby
- Berthe Ostyn (en) : Christa
- Hermine Sterler : Stephanie Derlett
- Hans Brausewetter : Georg
- Fritz Ley : Walter
- Theodor Loos : Konstantin von Haller
- Oskar Sima : Maximilian von Wachmeister
- Margo Lion : Maria
- Max Gülstorff : Diener Tottleben